# پل ژیوپیسنی

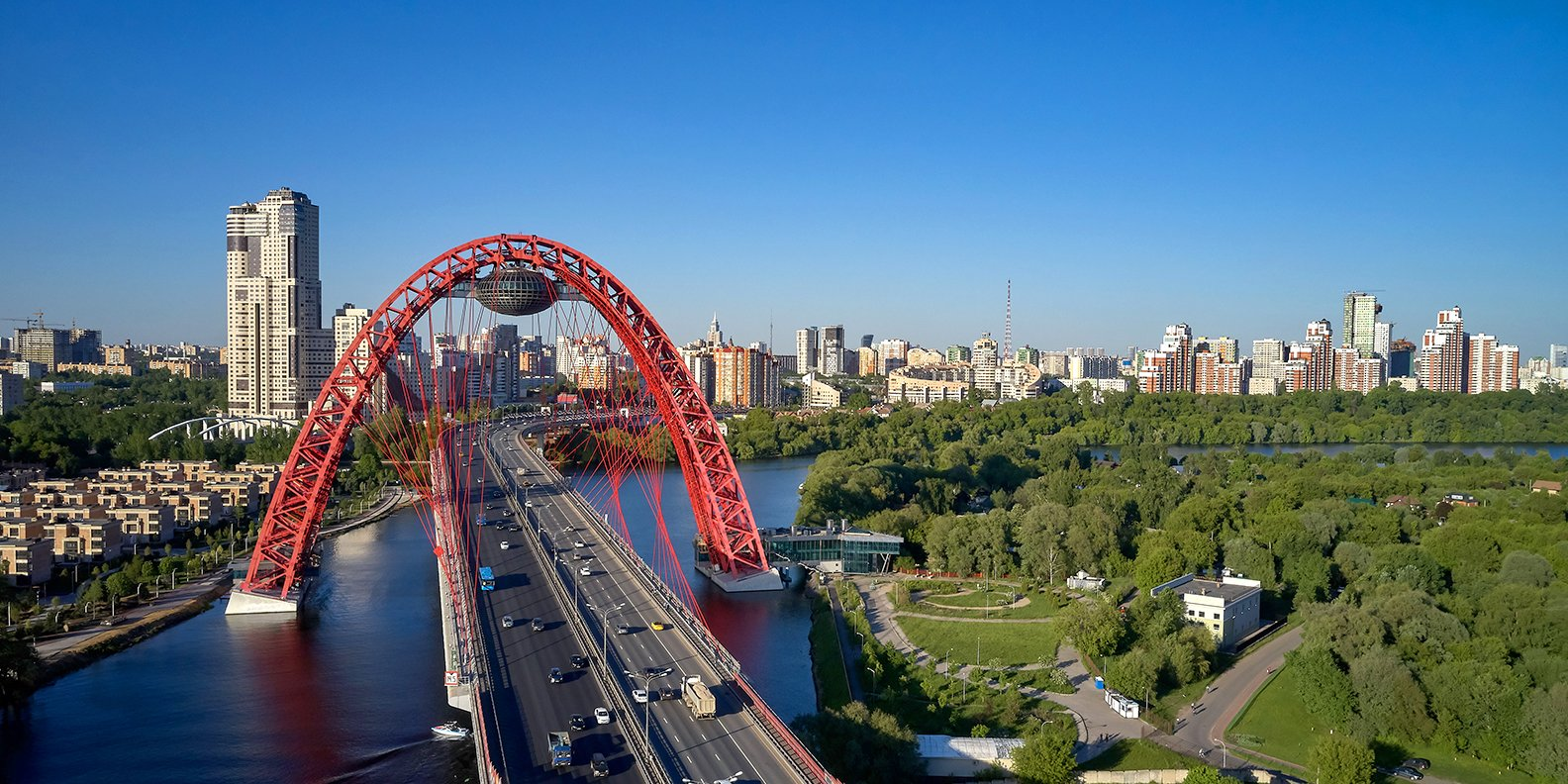

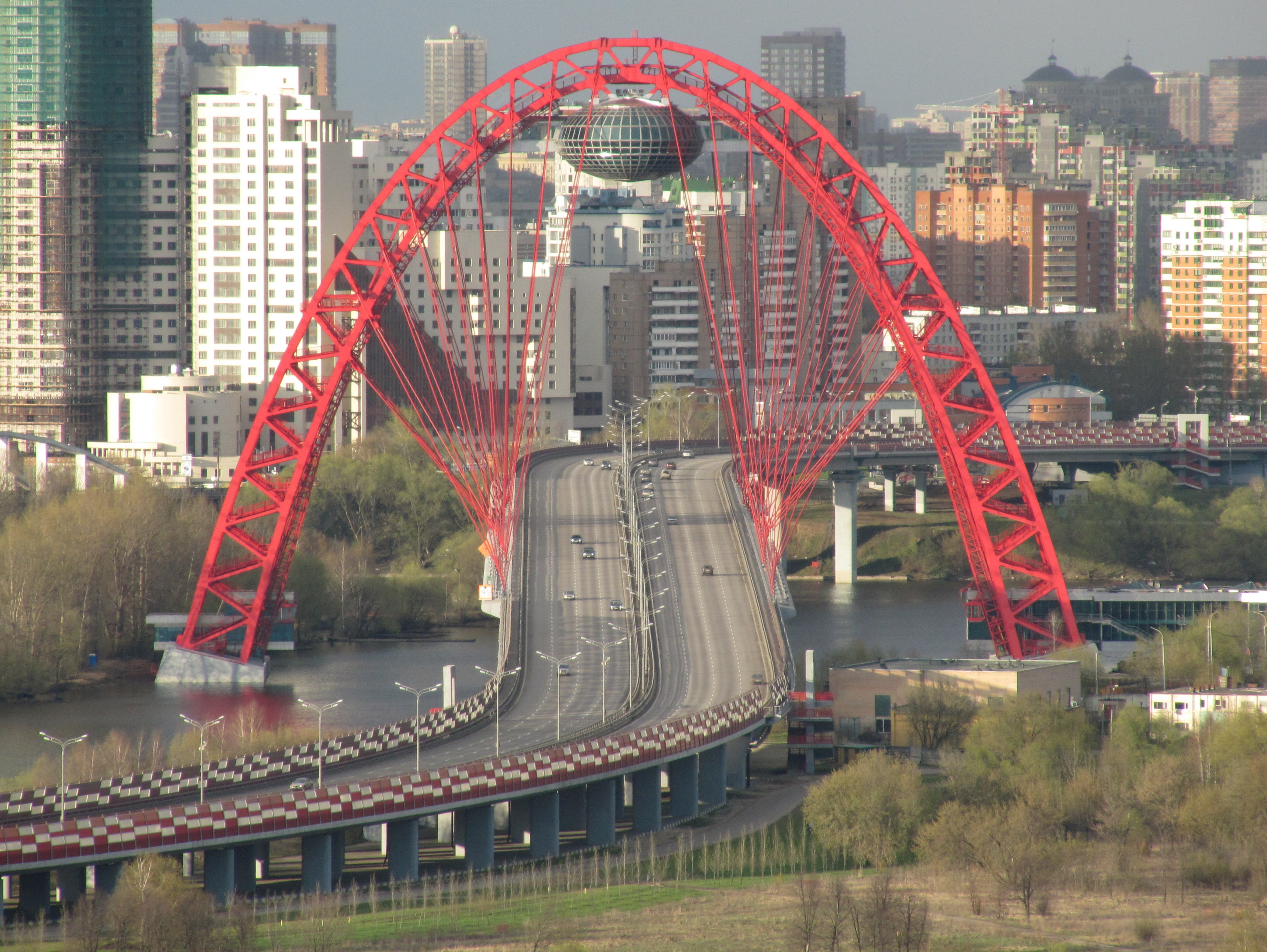
پل ژیووپیسنی آوریل ۲۰۱۰.

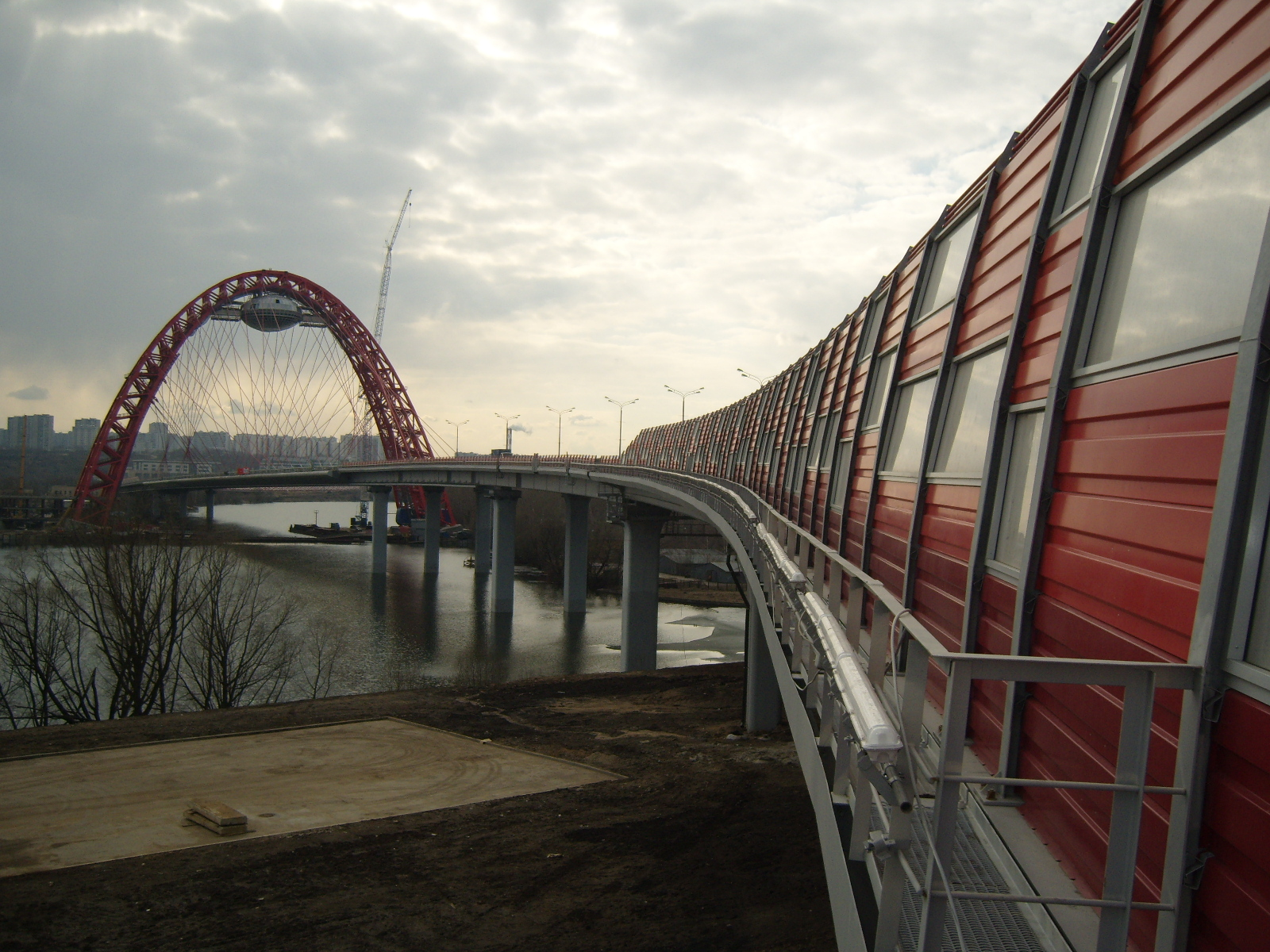
پل ژیووپیسنی مارس ۲۰۰۸.

پل ژیوپینسی (روسی: Живописный Мост) پل زیبا (Picturesque Bridge) یک پل کابلی است که بر روی رودخانه مسکوا در شمال غربی مسکو، روسیه قرار دارد. این اولین پل کابلی مسکو است. این پل در ۲۷ دسامبر ۲۰۰۷ افتتاح شد. . همچنین این پل بلندترین پل کابلی در اروپا است. طراح این پروژه معمار نیکولای شوماکوف است.

## طراحی و مشخصات
این پل از این جهت منحصر به فرد است که بیشتر طول آن در امتداد رودخانه است، نه در عرض آن (به نقشه سایت مراجعه کنید). بنابراین، پل و بزرگراهی که روی آن قرار دارد، از منطقه حفاظت‌شده جزیره سربریانی بور عبور می‌کند.
طول کل عرشه S شکل بیش از ۱٫۵ کیلومتر است، که شامل یک بخش اصلی به طول ۴۰۹٫۵ متر و عرض ۴۷ متر است که ۳۰ متر بالاتر و در امتداد خط مرکزی رودخانه مسکو امتداد دارد. ستون اصلی یک قوس ۱۰۵ متری در امتداد رودخانه است که وزن عرشه را از طریق ۷۸ کابل تحمل می‌کند.
زیر بالای طاق، سازه‌ای دیسک‌مانند وجود دارد که قرار بود یک رستوران در آن قرار گیرد. پروژه رستوران اکنون به دلیل نگرانی‌های ایمنی در برابر آتش‌سوزی و کمبود سرمایه‌گذاری رها شده است.

## عملیات
پل ژیوپیسنی در ۲۷ دسامبر ۲۰۰۷ افتتاح شد. در اوایل سال ۲۰۰۸، ساکنان مسکو در وبلاگ‌های شخصی خود - که بعداً توسط رسانه‌ها نیز بازتاب یافت - شروع به بحث در مورد مسائل فنی ادعایی در ساخت پل، مانند شل بودن مهره‌ها و فقدان بست‌ها در پوشش‌های محافظ گره‌های لنگر کابلی کردند. پس از بازرسی برنامه‌ریزی نشده توسط روستکنادزور (سرویس فدرال نظارت بر محیط زیست، فناوری و هسته‌ای)، این نگرانی‌ها رد شد. معلوم شد که پوشش‌ها هنوز به‌طور دائم با پیچ‌های فلزی بسته نشده‌اند، زیرا میراگرهای داخلی مهارها هنوز در حال تنظیم بودند که باعث سوء تفاهم در بین مردم شده بود.
از سال ۲۰۰۸ تا ۲۰۱۲، مقامات شهری محدودیت‌های ترافیکی شبانه (از ساعت ۲۳:۰۰ تا ۶:۰۰) را بر روی پل و تونل شمال غربی مجاور در جهت نووریژسکویه اعمال کردند. این کار برای انجام آزمایش جامع سیستم‌های ایمنی تونل و اطمینان از نصب ایمن سازه‌های عرشه مشاهده انجام شد. به‌طور معمول، ترافیک به یک خط و در برخی موارد، دو خط محدود می‌شد.
در ابتدا، قرار بود یک رستوران برای کپسول عرشه مشاهده ساخته شود، اما این ایده در نهایت کنار گذاشته شد. دلیل اصلی آن نبود سیستم فاضلاب بود: به دلیل باد و ارتعاشات ناشی از وسایل نقلیه، سازه حرکت قابل توجهی را تجربه می‌کند که می‌تواند منجر به پارگی لوله‌های فاضلاب شود. به دلیل کمبود بودجه، نصب سیستم‌های ارتباطی و اتصال به حالت تعلیق درآمد و استفاده از «بشقاب پرنده» به عنوان رستوران را غیرممکن کرد.
در سال ۲۰۱۱، مقامات مسکو پیشنهاد افتتاح یک دفتر ثبت احوال (ZAGS) را روی پل ژیوپیسنی دادند. قرار بود یک سالن در پایه سازه نگهدارنده در ساحل راست، در یک ساختمان ساختمانی سابق، و سالن دوم در داخل کپسول رصد قرار گیرد. در ابتدا، افتتاح کاخ عروسی برای سال ۲۰۱۴ برنامه‌ریزی شده بود و کارهای داخلی انجام شد. با این حال، برخی از عناصر داخلی بعداً از بین رفتند و مشکلات گرمایشی در داخل کپسول به وجود آمد که خطری برای پایداری سازه آن ایجاد کرد. تا سال ۲۰۱۶، کارهای اصلی ساخت و ساز تکمیل شد، اما در نصب آسانسورها مشکلاتی وجود داشت. یک سال بعد، یک شرکت فرانسوی پروژه نصب آسانسورهایی با شفت‌های منحنی متناسب با شکل کپسول را بر عهده گرفت. افتتاح برای سال ۲۰۱۸ برنامه‌ریزی شده بود. تا سال ۲۰۲۴، کپسول پل معلق بلااستفاده مانده است. دفتر ثبت احوال هرگز افتتاح نشد، دلیل اصلی آن الزامات ایمنی در برابر آتش‌سوزی حل نشده بود. سرنوشت بیضی شکل همچنان نامشخص است.